# Jean III de Bretagne
Pour les articles homonymes, voir Jean III.
Jean III le Bon (né le 8 mars 1286 à Châteauceaux, actuel Champtoceaux et mort le 30 avril 1341 à Caen), fils d'Arthur II de Bretagne et de Marie de Limoges, vicomtesse de Limoges, sa première épouse, fut duc de Bretagne (1312-1341), et comte de Richmond (1334-1341). Son long règne de près de trente ans est pour le duché de Bretagne une période de paix et de prospérité.

## Biographie

### Premières années
De sa mère, Marie, il hérite de la vicomté de Limoges, qu'il gouverne de 1301 à 1314. Il la cède à son frère cadet, Guy de Penthièvre, après en avoir doté temporairement sa seconde épouse, Isabelle de Castille. Il récupère la vicomté à la mort de Guy et la conserve de 1317 à 1331. Jean III succède à son père comme duc de Bretagne, le 27 août 1312.

### Duc de Bretagne
Le nouveau duc Jean III entretient des relations conflictuelles avec la seconde épouse de son père, Yolande de Dreux, et son demi-frère, Jean de Montfort. Après son avènement au duché de Bretagne, il tente dès 1313 de contester, en vain, auprès du pape Clément V la légitimité du mariage entre son père et Yolande, puis entame en 1317 un long procès jusqu'en 1328 contre les exécuteurs testamentaires d'Arthur II contre lesquels il avait tourné sa rancune. La cause est confiée en 1319 par Jean XXII à une commission apostolique conduite par Jean Milet, l'abbé de Saint-Florent de Saumur, puis après sa mort en 1324 à d'autres commissionnaires dont l'évêque de Dol-de-Bretagne, Guillaume Meschin. On ignore leurs conclusions mais une transaction amiable semble avoir résolu ce conflit.
Le Parlement général, tenu à Rennes en avril 1315 en présence des neuf évêques et des chapitres de Bretagne, enregistre les décisions qui mettent fin aux conflits liés aux régales. C'est à cette occasion que pour la première fois en Bretagne le tiers-état aurait pris sa place dans les « Trois Estatz presens ». 
Sous le règne de Jean III, les évêques bretons créent dans l'Université de Paris trois collèges pour un total de 57 boursiers. 
- le Collège de Cornouailles par un lègue en 1317 du prêtre quimpérois fixé à Paris Galeran Nicolas dit de la Grève, en faveur de 5 puis de 9 étudiants
- le Collège du Plessis instauration par Geoffroi du Plessis-Balisson natif du diocèse de Saint-Malo pour 40 Bretons et dont la fondation confirmée par le pape Jean XXII le 30 juillet 1326.
- le Collège de Tréguier fondé par Guillaume de Coëtmohan, originaire de Pommerit-le-Vicomte dans le diocèse de Tréguier, docteur en droit de la faculté de Paris pour accueillir 8 Trégorois par son testament du 11 avril 1325.

S'y ajoute le collège de Léon, fondé en 1325 en concertation avec le Grand Chancelier de Tréguier, Guillaume de Coëtmohan, par l'archidiacre de Léon, Even de Kerobert, et moqué par les étudiants francophones sous le nom de Karembert. Les collèges de Tréguier et de Léon ont dans un premier temps été hébergés par le collège du Plessis. Amputés de leurs terrains en 1610 avec celui du collège de Cambrai pour faire place au collège Royal, ils ont été réunis avec d'autres en 1763 dans le collège du Plessis, devenu le Lycée Louis-le-Grand, et leurs bâtiments détruits en 1774. Mais le Grand Séminaire de Léon, qui préparait à Saint Pol les étudiants et forma des générations de missionnaires, demeure sous le nom de Lycée Notre-Dame-du-Kreisker[réf. nécessaire].

### Relations avec la France et l'Angleterre
Dès 1314, Jean III envoie en Flandre un contingent de Bretons commandé par le sire d'Avaugour et Rolland de Dinan. En 1315, il participe à la campagne de Louis X le Hutin contre la Flandre. En récompense, il reçoit du roi la châtellenie de Saint-James-de-Beuvron à la frontière entre la Bretagne et la Normandie. Le duc est ensuite l'allié fidèle des rois de France et combat aux côtés de Philippe VI de Valois avec « quinze bannières de Bretons » à la bataille de Cassel (1328), où il est blessé. Toutefois après la mort de son oncle et homonyme Jean de Bretagne, comte de Richmond, Jean III prête serment de fidélité au roi Édouard III d'Angleterre entre les mains de l'archevêque de Cantorbéry le 8 mai 1334 et est mis en possession du fief par Édouard III le 24 du même mois.

D'une manière générale, Jean III est un profond francophile. Au point même qu'il fut envisagé de léguer le duché à la France à sa mort, idée abandonnée. Fidèle du roi de France, il répond présent dès que celui-ci le mande. Il prend à cœur sa position de pair du royaume. Lors du déclenchement de la Guerre de Cent ans, le duc est toutefois mis dans une position complexe. En effet, il possède des terres et donc des intérêts dans les deux royaumes. Néanmoins, l'application strict du code chevaleresque le fait participer à la campagne de Flandres (1339-1340). En décembre 1316, le duc change également ses armoiries héritées de son aïeul Pierre de Dreux pour un hermine plain. Si des considérations personnelles en sont la cause principale, le rejet de ces armoiries capétiennes marque une prise de distance avec le pouvoir français[réf. nécessaire].

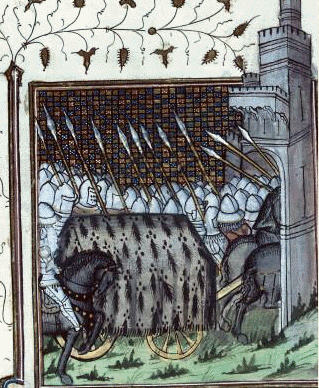
Obsèques de Jean III le Bon.

### Fin de règne
En 1340, il envoie sa flotte à l'Écluse en soutien de celle du roi de France, mais celles-ci sont détruites par les Anglais. Après la trêve d'Esplechin, conclue entre la France et l'Angleterre le 25 septembre 1340 et qui inclut la Bretagne, le duc accompagne le roi Philippe VI de Valois et passe l'hiver avec lui jusqu'à Pâques 1341. Il prend alors le chemin de son duché et meurt à Caen en 1341. Le duc Jean III est inhumé par les soins de Guy X de Laval aux Carmes de Ploërmel près de son père et de son grand-père. Son tombeau se trouve depuis 1821 à l'église Saint-Armel de Ploërmel.

## Unions et descendance
Le duc Jean III eut trois épouses, mais il ne laisse aucun enfant de ses trois mariages : 
- le 18 février 1298, il épouse Isabelle de Valois (1292 † 1309), fille de Charles de Valois et de Marguerite d'Anjou. Les témoins du mariage sont Guy IX de Laval, Henri IV d'Avaugour, et les seigneurs de Châteaubriand, de la Guerche, et de Pouancé ;

- veuf, il se remarie en 1310 à Burgos avec Isabelle de Castille (1283 † 1328), fille de Sanche IV, roi de Castille et de León et de Marie de Molina ;

- enfin, il épouse à Chartres le 21 mars 1330, après avoir obtenu une « dispense pour affinité au troisième degré », une nièce par alliance du roi de France, Jeanne de Savoie (1310 † 1344), fille d'Édouard, comte de Savoie et de Blanche de Bourgogne.

Jean III ne laisse qu'un fils illégitime :
- Jean le « Bastard nostre fils » nommé par son père seigneur de Rosporden en 1334[11].

## Succession
Le 30 avril 1341, à Caen, de retour des Flandres, le duc Jean III décède. Bien qu'il ait contracté trois unions, le duc ne laisse derrière lui aucune descendance légitime pour prendre la couronne ducale. Une épineuse question s'ouvre. Un candidat et une candidate se placent en potentiel héritier. D'abord, Jeanne de Penthièvre. Fille de Guy de Penthièvre, second frère de Jean III, elle est l'épouse de Charles de Blois, parent du roi de France Philippe VI, et possède l'avantage d'être en succession directe mais le désavantage d'être une femme. Ensuite, Jean de Montfort. Il est le demi-frère de Jean III, issu du remariage de leur père Arthur II avec Yolande de Dreux. Ce dernier possède l'avantage d'être un homme mais issu d'un remariage ; le plaçant théoriquement en seconde position. D'autant plus que Jean III n'avait que peu d'estime pour sa belle-mère,.
Face à ce problème de poids, le francophile Jean III aurait songé à léguer son duché au roi de France, mais devant l'insistance de ses barons, il serait revenu en arrière. Le duc aurait pu laisser une position en faveur de l'un ou de l'autre sur son lit de mort, mais il ne le fit pas. Les conséquences furent immédiates. La succession de Bretagne devint l'un des enjeux de la Guerre de Cent ans,.